# Бекман, Роман
Роман Бекман — дворянин из Ливонии, служил переводчиком и позже послом от России в конце XVI и начале XVII веков для переговоров с иностранными государствами.
В первый раз он был послан в качестве переводчика в Англию, в свите посла Федора Писемского, в августе 1582 года. Посольство это имело двоякую цель: одну политическую — искание наступательного союза с Великобританией против Польши, а другую — личную Иоанна IV, сватовство на племяннице Елизаветы — Марии Гастингс. Не добившись ничего, Писемский вернулся в следующем году в Москву. С ним вместе прибыл в Москву и английский посол Боус, которому было поручено: «Отклонить как союз Елизаветы с Иоанном, так и брак царя на Марии», и в то же время выхлопотать у него право исключительной и беспошлинной торговли Англии с Россией. Такая миссия Боуса не могла, конечно, иметь успеха в Москве; она, напротив, поставила его в самое неприятное положение. Помимо гнева царского, он много терпел от дьяков и «кормовщиков» и по смерти Иоанна даже находился в заключении. Царь Федор отпустил его на родину, снабдив грамотой на право торговли Англии с Россией. Но озлобленный Боус бросил эту грамоту в Холмогорах. Тогда-то, вторично, отправили в Англию «в легких гончиках» толмача Бекмана, с одной стороны, с жалобой на Боуса, а с другой, для улаживания торговых сношений. Это произошло в 1584 году.
Через четыре года Бекман снова едет в Англию по делу англичанина Антона Мерма, задолжавшего Годунову, боярам, гостям и др. в общий счет «гостей английских», которые отказывались платить за него, более 20 тысяч рублей.
В последний раз Бекман был отправлен Борисом Годуновым в 1601 году в Любек для приглашения в царскую службу: врачей, рудознатцев и других мастеров.